# León Helm
León Vincent Helm (17 febbraio 1995) è un giocatore di football americano tedesco, che gioca come fullback per gli Stuttgart Surge.
Dopo aver giocato per le giovanili e la prima squadra dei Saarland Hurricanes, nel 2016 si trasferisce in ELF, prima con i Frankfurt Galaxy e poi con gli Stuttgart Surge.
Anche suo fratello Moritz gioca a football americano.